# Boronia polygalifolia
Boronia polygalifolia är en vinruteväxtart som beskrevs av James Edward Smith. Boronia polygalifolia ingår i släktet Boronia och familjen vinruteväxter. Inga underarter finns listade i Catalogue of Life.